# Camí del Roquís
El Camí del Roquís és un camí del terme de Reus (Baix Camp) que travessa tota la Partida del Roquís.
S'inicia damunt de la carretera de Riudoms, on actualment hi ha el final del Barri de la Immaculada i un extrem del Jardí dels Capellans. Va en direcció al polígon industrial Agro-Reus, tomba a l'esquerra per travessar el barranc de Pedret i l'autovia T-11, que segueix una breu estona per l'esquerra, fins al Mas de l'Heura, i després se'n separa i continua, enfonsat entre dos marges, troba l'antic camí de Riudoms a Castellvell en un punt anomenat els quatre camins, i segueix fins a entrar al terme de Riudoms, on manté el mateix nom fins a aquest poble. Abans s'entrecreua amb el camí riudomenc de les Planes del Roquís. Té un recorregut d'uns tres quilòmetres pel terme de Reus, pràcticament tots asfaltats.